# Speaking of Dreams
Speaking of Dreams es el vigesimosegundo álbum de estudio de la cantante estadounidense Joan Báez, publicado por la compañía discográfica Gold Castle en noviembre de 1989. El álbum incluyó composiciones personales, como el tema que da título al álbum, con canciones de temática política como «China», inspirada en las protestas de la plaza de Tiananmen de 1989. Báez dedicó el álbum a los estudiantes de la plaza de Tiananmen quienes, «de forma no vialenta, y con un enorme precio, cambiaron para siempre la cara de China». El álbum también incluyó colaboraciones con Paul Simon, Jackson Browne y Gipsy Kings, y marcó el comienzo de un periodo en el que Báez dejó parcialmente de lado su activismo político característico de décadas anteriores.

## Lista de canciones
Todas las canciones compuestas por Joan Báez excepto donde se anota.
1. "China" - 6:31
2. "Warriors of the Sun" - 5:32
3. "Carrickfergus" (Tradicional, Alan Connaught) - 5:40
4. "Hand to Mouth" (George Michael) - 4:35
5. "Speaking of Dreams" - 4:31
6. "El Salvador" (Gregory Copeland) (con Jackson Browne) - 4:00
7. "Rambler Gambler/Whispering Bells" (Tradicional) (con Paul Simon) - 5:10
8. "Fairfax County" (David Massengill) - 5:56
9. "A Mi Manera (My Way)" (Paul Anka) (con Gipsy Kings) - 3:55